# Lake Almanor Peninsula
Lake Almanor Peninsula – jednostka osadnicza w Stanach Zjednoczonych, w stanie Kalifornia, w hrabstwie Plumas.